# 이란-이스라엘 관계
이란과 이스라엘은 1979년 이후 공식적인 외교 관계를 맺지 않았으며 현대 관계는 적대적이다. 이란-이스라엘 관계는 냉전 기간 대부분 동안 우호적이었지만 1979년 이란 혁명 이후 악화되어 1991년 걸프 전쟁이 끝난 이후 공개적으로 적대적인 관계를 유지하고 있다. 이란의 현 정부는 이스라엘의 국가로서의 정당성을 인정하지 않고 이스라엘의 파괴를 촉구하고 있으며, 이스라엘은 이란을 중동의 안정에 대한 위협으로 간주하고 암살과 공습을 통해 이란 자산을 표적으로 삼고 있다.
1947년, 이란은 팔레스타인 위임통치령을 위한 유엔 분할 계획에 반대표를 던진 13개국 중 하나였다. 2년 후, 이란도 이스라엘의 유엔 가입에 반대표를 던졌다. 그러나 이란은 튀르키예 다음으로 이스라엘을 주권 국가로 인정한 두 번째 무슬림 다수 국가였다. 1953년 쿠데타로 친서방 지도자 모하마드 레자 팔라비가 이란의 샤로 재설립된 후, 두 나라 간의 관계는 크게 개선되었다. 팔라비가 축출되고 이란의 세속 군주제가 반서방 이슬람 공화국으로 대체된 이란 혁명 이후, 이란은 이스라엘과의 모든 외교적 및 상업적 관계를 단절했지만, 이란-이라크 전쟁 (1980년~1988년) 동안 비밀리에 관계가 지속되었다.
1985년부터 이란과 이스라엘은 중동의 지정학에 큰 영향을 미친 대리 분쟁을 벌이고 있다. 냉전에서 적대감을 개방적인 적대감으로 전환한 것은 소련이 붕괴되고 걸프 전쟁에서 이라크가 패배한 직후인 1990년대 초부터 시작되었다. 이츠하크 라빈 이스라엘 총리 정부는 이란에 대해 보다 공격적인 입장을 취했고, 마무드 아마디네자드 이란 대통령은 이스라엘에 대해 선동적인 발언을 했다. 긴장 고조에 기여한 다른 요인으로는 이란의 핵 기술 개발, 헤즈볼라, 팔레스타인 이슬람 지하드, 하마스, 후티 등 이슬람 단체에 대한 이란의 자금 지원, 1992년 부에노스아이레스 이스라엘 대사관 폭탄 테러 및 1994년 AMIA 폭탄 테러와 같은 공격에 이란이 개입한 것 등이 있다.
이란과 이스라엘 조직은 2006년 레바논 전쟁과 같은 직접적인 군사적 충돌에 관여해 왔다. 이란과 이스라엘은 시리아와 예멘 내전에서 반대 세력을 지원하고 핵 시설과 유조선에 대한 공격을 포함하여 서로의 인프라에 대한 사이버 공격과 사보타주를 감행했다. 이란과 사우디아라비아의 대리 분쟁은 이스라엘과 아랍 국가들 간의 비공식 동맹으로 이어졌다. 2024년 이스라엘-하마스 전쟁으로 인한 지역 긴장이 고조되면서 이란-이스라엘 긴장은 직접적인 갈등의 시기로 확대되었고, 두 나라 모두 상대방에게 미사일 공격을 가했고 이스라엘은 이란과 시리아의 목표물을 암살했다. 2025년, 이스라엘은 국제 원자력 기구(IAEA)가 이란이 핵 비확산 의무를 위반했다고 발표한 다음 날, 이란의 핵 및 군사 목표물에 대한 공습을 단행하였다.

## 역사

### 이스라엘 독립부터 이란 혁명까지 (1947년~1979년)
1947년, 이란은 팔레스타인 위임통치령 내 분쟁의 원인을 조사하고 가능하다면 해결책을 마련하기 위해 구성된 유엔 팔레스타인 특별위원회(UNSCOP)의 11개 구성국 중 하나였다. 많은 논의 끝에 위원회는 팔레스타인 분할안을 제시하였고, 이는 UNSCOP 구성국 11개국 중 8개국의 지지를 받았다. 이란은 인도, 유고슬라비아와 함께 이 계획에 반대하였으며, 이는 폭력의 격화를 초래할 것이라고 예측했다. 평화는 단일 연방 국가를 통해서만 수립될 수 있다고 주장하며, 이란은 유엔 총회에서 분할안이 채택될 당시 이에 반대표를 던졌다. 모하마드 레자 팔라비 국왕은 이 분할안이 수세대에 걸친 분쟁으로 이어질 것이라고 예견했다.
1948년 봄, 테헤란에서는 이스라엘 건국에 반대하는 3만 명의 이란인이 시위를 벌였다.
1948년 5월, 이스라엘 국가가 수립된 후, 이스라엘과 이란은 긴밀한 관계를 유지하였다. 이란은 튀르키예에 이어 이스라엘을 주권 국가로 인정한 두 번째 이슬람 다수 국가였다.  이스라엘은 이란을 아랍 세계 가장자리에 위치한 비(非)아랍 강국으로서 자연스러운 동맹으로 보았으며, 이는 다비드 벤구리온의 '주변부 동맹' 구상에 부합하는 것이었다. 이스라엘은 테헤란에 연락사무소를 두었고, 이는 사실상 대사관 역할을 했으며, 1970년대 후반 양국이 대사를 교환하기 전까지 유지되었다.

## 무력 충돌
2024년 10월, 이란-이스라엘 대리 분쟁이 2024년 이란-이스라엘 분쟁으로 번졌다.
2025년 6월 13일, 2025년 6월 이스라엘의 이란 공습이 시작되며 이란-이스라엘 전쟁의 막이 올랐다.

## 언론 보도

### 마무드 아마디네자드 대통령
마무드 아마디네자드 전 이란 대통령은 2005년 8월부터 2013년 8월까지 재임했으며, 2005년 10월, 테헤란에서 열린 "시온주의 없는 세계" 회의에서 강경한 반시온주의적 입장을 표명하였다. 같은 해 12월 8일, 이슬람 성지 메카에서 열린 이슬람 국가 정상회의 중, 아마디네자드는 이란의 아랍어 위성 채널 알알람과의 인터뷰에서 홀로코스트와 이스라엘 건국에 관한 복잡한 견해를 밝혔다. 이후 그는 이와 관련된 주제들에 대해 여러 차례 공개 발언을 이어갔다.

### 아야톨라 아흐마드 하타미
2012년 8월, 이란의 고위 성직자이자 테헤란의 임시 금요예배 설교자인 아야톨라 아흐마드 하타미는 쿠드스의 날을 맞아, 중동 지역에서 확산되고 있는 "이슬람 각성"이 "시온주의 정권의 말살을 예고하고 있다"고 발언하였다.

### 골람레자 잘랄리 준장
2012년 8월, 이란 수동방어기구수장인 골람레자 잘랄리 준장은 쿠드스의 날을 앞두고 이스라엘은 파괴되어야 한다고 주장하며, "쿠드스의 날은 침략적 본성을 완전히 제거하고 이스라엘을 파괴하기 위해 결단과 힘 외에 다른 길은 없다는 사실을 반영하는 날이다"라고 발언하였다.
그는 이어 이슬람 세계가 "시온주의 점령자들"에 맞서 "팔레스타인의 억압받는 민중"을 지지해야 하며, 이슬람 혁명은 "빛의 등대"이며 "시리아 내 이슬람 전선"이 강화되었다고 덧붙였다.

### 모하마드 알리 자파리 장군
2012년 9월 22일, 이슬람 혁명 수비대(IRGC) 총사령관 모하마드 알리 자파리 장군은 결국 이스라엘과의 전쟁이 가까운 시일 내에 발발할 것이라고 말하며, 그 과정에서 이란은 이스라엘을 제거할 것이라고 주장하였다. 그는 이스라엘을 "암적인 종양"에 비유하였다.

## 논쟁의 여지가 있는 문제들

### 하마스와 헤즈볼라에 대한 이란의 자금 지원
이란은 지하드에 의해 이스라엘을 파괴하기 위해 헌신한 하마스에 정치적, 재정적 지원과 무기를 제공한다. 팔레스타인 자치 정부 수반 마흐무드 압바스에 따르면 "하마스는 이란의 자금 지원을 받고 있습니다. 하마스는 기부금으로 자금을 조달한다고 주장하지만, 기부금은 이란으로부터 받는 것과 전혀 다릅니다."
이란은 또한 이스라엘의 또 다른 적인 헤즈볼라에 상당한 자금, 훈련, 무기, 폭발물, 정치적, 외교적, 조직적 지원을 제공하는 동시에 헤즈볼라가 이스라엘에 대한 조치를 취하도록 설득했다. 헤즈볼라의 1985년 선언문에는 네 가지 주요 목표가 "이스라엘의 레바논에서의 최종 탈퇴를 최종적인 소멸의 서곡"이라고 명시되어 있다.  2010년 2월에 발표된 보고서에 따르면 헤즈볼라는 이란으로부터 4억 달러를 받았다.

### 이란의 핵 문제

#### 이스라엘을 위협하는 이란

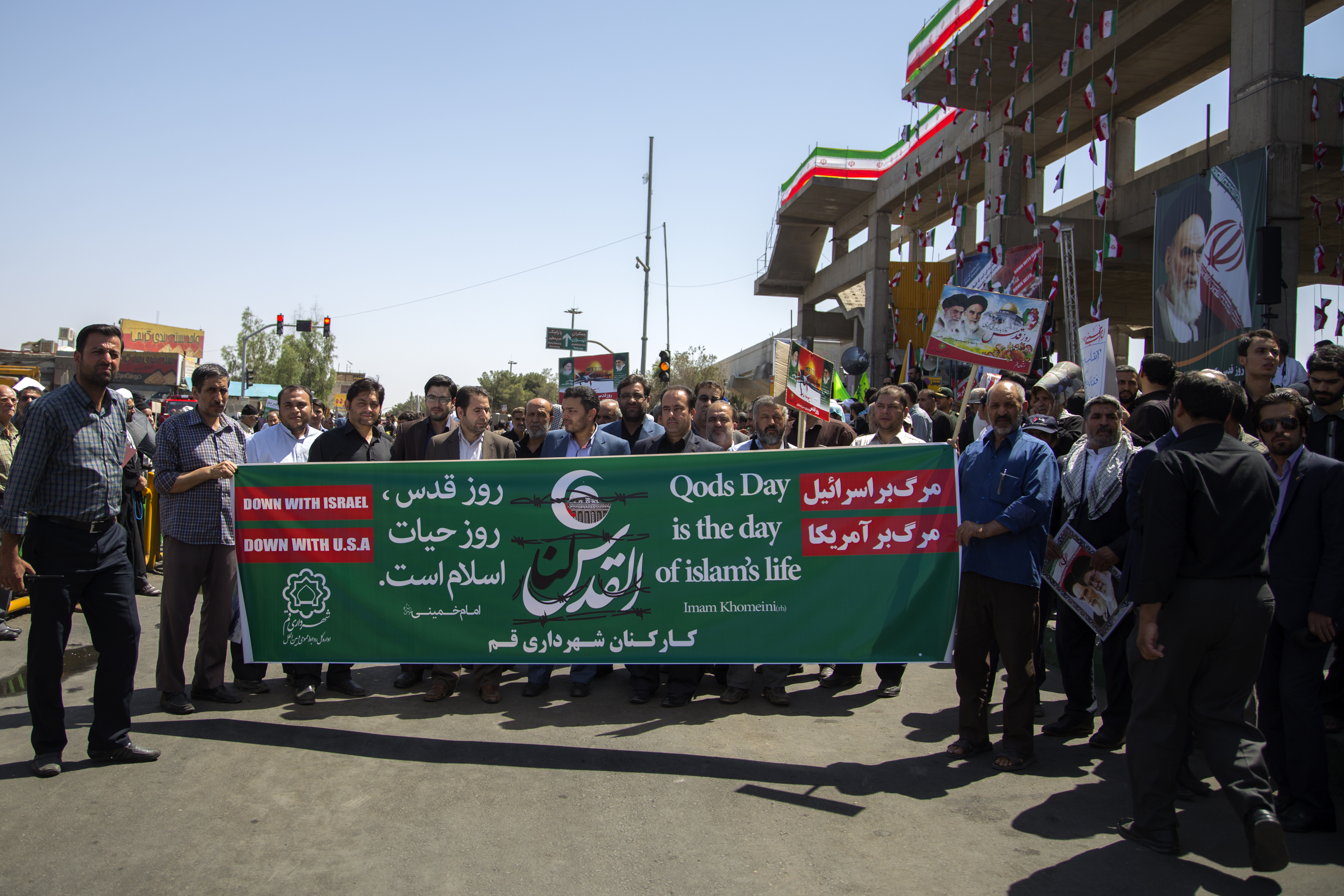
이란 곰에서 열린 쿠드스의 날 시위

이란의 핵무기 개발 가능성을 내포한 핵 프로그램과 마무드 아마디네자드 대통령의 반이스라엘적 발언, 그리고 "예루살렘을 점령한 정권"이 "역사의 페이지에서 사라져야 한다"고 주장한 그의 입장은 많은 이스라엘인들로 하여금 이란의 공격 가능성을 우려하게 만들었다.
2012년 5월, 이란 군 총참모장은 "이란 국민은 자신의 대의를 위해 서 있으며, 그것은 이스라엘의 완전한 말살이다"라고 선언하였다.
같은 해 8월, 이란 수동방어기구수장인 골람 레자 잘랄리 준장은 쿠드스의 날을 앞두고 "이스라엘은 파괴되어야 하며, 쿠드스의 날은 침략적 본성을 완전히 제거하고 이스라엘을 파괴하기 위해 결단과 힘 외에 다른 길은 없음을 보여주는 날이다"라고 발언했다.
2012년 8월, 이란의 고위 성직자이자 테헤란의 임시 금요예배 설교자인 아야톨라 아흐마드 하타미는 쿠드스의 날을 맞아 중동 지역에서 확산되고 있는 "이슬람 각성"이 "시온주의 정권의 말살을 예고하고 있다"고 발언하였다.
이란이 특히 2012년에 들어 이스라엘에 대해 반복적으로 위협을 가하자, 이스라엘의 동맹국인 캐나다는 2012년 9월 7일, 자국 주재 이란 대사관을 폐쇄하고, 이란 외교관들에게 5일 이내에 캐나다를 떠나도록 명령하였다.
2012년 9월 21일, 이란-이라크 전쟁 발발을 기념하는 이란의 군사 퍼레이드에서 새로운 방공 시스템이 공개되는 가운데, 이란 공군 사령관 아미르 알리 하지자데는 만약 이란과 이스라엘 사이에 충돌이 발생할 경우, "전쟁의 시작은 이스라엘이 관리하겠지만, 대응과 종결은 우리의 손에 달려 있으며, 그 경우 시온주의 정체는 존재하지 않게 될 것이다. 발사되는 미사일의 수는 시온주의자들이 상상할 수 있는 수준을 넘을 것이다."라고 말했다.
2012년 9월 22일, 이슬람 혁명 수비대 사령관 모하마드 알리 자파리는 결국 이란과 이스라엘 사이에 전쟁이 일어날 것이라고 말하며, 그 전쟁에서 이란은 이스라엘을 말살할 것이라고 밝혔다. 그는 이스라엘을 "암적인 종양"이라 지칭했다.

## 정규화 과정

### 공공 지원
2024년 10월, 미국 워싱턴 D.C.에 본부를 둔 이란 및 그 시민 사회와 관련된 통계에 중점을 둔 조직인 스테이시스는 "이란은 이스라엘과의 관계를 정상화해야 한다"는 질문에 64%가 "완전히 동의하지 않는다", 19%가 "완전히 동의한다", 6%가 "다소 동의한다", 3%가 "다소 동의하지 않는다", 8%가 "모르겠다"고 답하거나 답변을 거부했다는 사실을 알게 되었다.

## 같이 보기
- 이란의 대외 관계
- 이스라엘의 대외 관계
- 이란 유대인